# 伊甸人
在托爾金（J. R. R. Tolkien）的小說，伊甸人（Edain）是第一紀元貝爾蘭（Beleriand）的人類。他們在對抗魔王的戰爭中站在精靈一方，被稱為精靈之友。
伊甸（Edain）是辛達林語，單數則是Adan，昆雅語稱之為Atani，字面上指「第二種人」（Second People），原本是指所有人類，後來只指貝爾蘭人類及其後裔。
伊甸人分為三大族：
1. 比歐族（House of Bëor）：他們有黑髮及性格頑強，類似諾多族（Noldor）精靈。由納國斯隆德（Nargothrond）領主芬羅德·費拉剛（Finrod Felagund）發現這一族人，在芬羅德·費拉剛的指引下，比歐族來到諾多族精靈安羅德（Amrod）的領地，即後來的伊斯托拉德（Estolad）。他們效忠於費纳芬（Finarfin）家族，並定居於多索尼安（Dorthonion）。
2. 第二族是哈麗絲族（Haleth），即哈拉丁族（House of Haleth），他們是隱世的，有黑髮，在身形上較比歐族矮小。他們與其他人類保持著距離，他們被准許居住在多瑞亞斯（Doriath）的貝西爾（Brethil）森林。哈萊斯族人好戰且神秘，但往往都沒有參與戰事。
3. 馬拉赫族，後來稱為哈多族（House of Hador）。哈多族人身形高大及擁有金髮，類似凡雅族（Vanyar）精靈。這一族的人數非常多，他們居住在希斯隆（Hithlum），他們效忠於芬國昐（Fingolfin）家族。

比歐族人和哈多族人使用同一語言，彼此都知道對方存在於貝爾蘭。哈拉丁族人的語言卻不同於其他兩族。
比歐族幾乎被魔苟斯（Morgoth）滅絕。倖存的族人也與哈多族成為努曼諾爾人（Númenóreans）。哈拉丁族似乎被完全滅絕，至今也成為了另一種人。
第二紀元，努曼諾爾人返回中土大陸，他們遇到許多類似伊甸人的人類，努曼諾爾人遂將這種人歸類為「中等人類」，並與他們建立了良好關係，如洛汗人（Rohirrim）、河谷鎮（Dale）人類及布理（Bree）人類。
其他的人類，如登蘭德人（Dunlendings），未被承認為中等人類，因為他們憎惡努曼諾爾人。
而登丹人（Drúedain）則是一種奇怪的人類，他們與哈拉丁族人一起居住在貝西爾森林，有些登丹人的外表甚像努曼諾爾人。